# Parafia Niepokalanego Serca Najświętszej Maryi Panny w Gronkowie
Parafia Niepokalanego Serca Najświętszej Maryi Panny w Gronków – parafia rzymskokatolicka należąca do dekanatu Białka Tatrzańska archidiecezji krakowskiej w Gronkowie.